# Charity Shea
Charity Shea (nacida el 4 de diciembre de 1983) es una actriz estadounidense. Es conocida por su papel como Samantha Best en The Best Years. Ha protagonizado en varias películas como Alpha Dog con Justin Timberlake y Bruce Willis. Aparece como April en la serie de VH1 Single Ladies, junto a Stacey Dash y LisaRaye McCoy.

## Filmografía
| Año           | Título             | Papel                  |
| ------------- | ------------------ | ---------------------- |
| 2002          | Dream Big          | Sebrina                |
| 2004          | Entourage          |                        |
| 2005          | CSI: Miami         | Amanda                 |
| 2005          | Scarred            | Alex                   |
| 2006          | Alpha Dog          | Sabrina Pope           |
| 2006          | The Pumpkin Karver | Rachel                 |
| 2007          | Primal Scream      | Nicki                  |
| 2007          | Good Time Max      | Big Guy's Girl         |
| 2007          | After Sex          | Leslie                 |
| 2007–2009     | The Best Years     | Samantha Best          |
| 2008          | Toxic              | Lucille                |
| 2011–presente | Single Ladies      | April Goldberg-Jenkins |